# Животопис (ТВ филм)
Животопис је југословенски кратки ТВ филм из 1980. године. Режирао га је Милан Лугомирски а сценарио је написао Добрица Ерић.

## Улоге
| Глумац                 | Улога |
| ---------------------- | ----- |
| Бранислав Цига Јеринић |       |